# Plagiochila carringtonii
Plagiochila carringtonii är en levermossart som först beskrevs av John Hutton Balfour, och fick sitt nu gällande namn av Riclef Grolle. Plagiochila carringtonii ingår i släktet bräkenmossor, och familjen Plagiochilaceae. Arten har ej påträffats i Sverige.